# Ciungu Mare, Hunedoara
Ciungu Mare este un sat în comuna Romos din județul Hunedoara, Transilvania, România.